# 森本のぶ
森本のぶ（もりもと のぶ、1979年9月23日 - ）は、日本の俳優。京都府生まれ滋賀県大津市育ち。特技は読経（比叡山高校出身）。オフィスMORIMOTO所属・同代表。

## 人物・概歴
- 2000年-東映太秦映画村で貸衣装を着て関係者以外立入禁止の撮影現場（暴れん坊将軍）に潜入し出番待ちの田中優樹氏に自ら声をかけ上京。[1]
- 北野武監督 映画『龍三と七人の子分たち』映画『アウトレイジ 最終章』と北野映画に連続出演。
- 瀬々敬久監督 映画『64 -ロクヨン-後編』では、指揮車乗車メンバー白鳥役として出演。
- マーティン・スコセッシ監督『沈黙 SILENCE』では、通詞（浅野忠信）に拘束中のロドリゴ神父（アンドリュー・ガーフィールド）の目の前でガルペ神父（アダム・ドライバー）が海に突き落とされるシーンでロドリゴ神父を羽交い締めにする牢番役で出演。
- 金曜ロードショー内で流れるスバルYour story with－前進篇[2]CMで広く知られるようになる。
- 2024年主演作映画『スポットライトを当ててくれ！』が公開される。

## 出演

### 映画
2001年
- 練鑑ブラザーズ ゲッタマネー!（監督：柏原寛司） - 誠也のテカ 役

2003年
- アリヒトガミ（監督：湯本美谷子） - 内田 役

2007年
- パッチギ! LOVE&PEACE（監督：井筒和幸） - 芸能人 役

2008年
- 劇場版 サンシャインデイズ（監督：喜多一郎） - タツヤ 役
- 工業哀歌バレーボーイズ THE MOVIE（監督：高明） - 鷹田 役
- Happyダーツ（監督：松梨智子） - 向井 役
- -故郷 珠洲- この街で暮らして行こう（監督：三原光尋） - 田中大介 役

2010年
- ヒーローショー（監督：井筒和幸） - 鴨川シーワールドの工務店員 役

2011年
- Answer（監督：松上元太） - 主演・桑田良彦 役
- ブラック・エンジェルズ（監督：内田英治） - 菊川 役
- 青春H エレナー電気工業（監督：寺内康太郎） - 栗原 役
- げんこつ母さん（監督：大森研一） - 哲夫 役
- FLOWER（監督：谷健二） - 近藤マネージャー 役
- モテキ（監督：大根仁） - 島田の友人 役

2012年
- レディ・ドラゴン 怒りの鉄拳（監督：中田圭） - 探偵増田 役
- 都市霊伝説　クロイオンナ（監督：小沼雄一） - 遺族の男 役
- 黄金を抱いて翔べ（監督：井筒和幸） - 国際部銀行員

2013年
- つやのよる ある愛に関わった、女たちの物語（監督：行定勲） - 常盤工務店社員 役
- 江ノ島プリズム（監督：吉田康弘） - 僧侶

2014年
- リュウセイ（監督：谷健二） - 川上 役
- 猫侍（監督：山口義高） - 合力 役
- ベイブルース 〜25歳と364日〜（監督：高山トモヒロ） - 焼肉屋店主 役
- 人生サイコウ!（監督：藤澤浩和） - 後藤光輝 役
- ハッピーネガティブマリッジ（監督：横井健司） - 川上瞬 役
- THE NEXT GENERATION -PATLABOR-第3章 第4話「野良犬たちの午後」（監督：辻本貴則） - 阿部 役
- ライヴ（監督：井口昇） - 郵便配達員 役
- メタルカ（監督：内田英治） - カンナの父 役
- 劇場版 稲川怪談 かたりべ（監督：大畑創） - 坂本太一 役
- イン・ザ・ヒーロー（監督：武正晴） - 福井洋介 役
- 百円の恋（監督：武正晴） - ボクシングジムの練習生 役

2015年
- ハッピーランディング（監督：天野千尋） - 上本 役
- 道しるべ（監督：田中じゅうこう） - 蕎麦屋店主 役
- 闇金ドッグス（監督：土屋哲彦）
- 龍三と七人の子分たち（監督：北野武） - 京浜連合構成員 役
- 家族ごっこ「佐藤家の通夜」（監督：内田英治） - 佐藤聡 役
- アンフェア the end（監督：佐藤嗣麻子） - 警官 役
- 天空の蜂（監督：堤幸彦） - 新陽技術班長 役
- W〜二つの顔を持つ女たち〜（監督：藤田真一） - 神楽井晋也 役
- 死臭 つぐのひ異譚（監督：菊池正和）

2016年
- 空人（監督：小沼雄一）
- 復讐したい（監督：室賀厚）
- 下衆の愛（監督：内田英治）
- 殿、利息でござる!（監督：中村義洋）
- U-31（監督：谷健二）
- 任侠野郎（監督：徳永清孝）
- 二重生活（監督：岸善幸）
- マザーレイク（監督：瀬木直貴） - 田中賢人役
- 64 -ロクヨン-後編（監督：瀬々敬久） - 白鳥 役
- だCOLOR?〜THE脱獄サバイバル（監督：金子傑）
- 永い言い訳（監督：西川美和）
- 疾風ロンド（監督：吉田照幸）
- 聖の青春（監督：森義隆） - 山口虎彦 役
- L -エル-（監督：下山天） - エルの父 役
- 14の夜（監督：足立紳） - 舐める親父 役

2017年
- 沈黙 SILENCE（監督：マーティン・スコセッシ）
- 獣道（監督：内田英治）
- 三尺魂（監督：加藤悦生）
- リングサイドストーリー（監督：武正晴）
- 亜人（監督：本広克行）
- アウトレイジ 最終章（監督：北野武）
- 報復～かえし～（監督：山口雄也） - 青木賢也 役[3]
- 火花（監督：板尾創路）
- はっぴーうぇでぃんぐ（監督:高明）

2018年
- 嘘八百（監督：武正晴）
- サラバ静寂（監督：宇賀那健一）
- かぞくへ（監督：春本雄二郎）
- じんじん2（監督：山田大樹）
- honey（監督：神徳幸治）
- 一人の息子（監督：谷健二）
- 万引き家族（監督：是枝裕和）
- 検察側の罪人（監督：原田眞人）
- 飢えたライオン（監督：緒方貴臣）
- ギャングース（監督：入江悠）
- 人魚の眠る家（監督：堤幸彦）
- スマホを落としただけなのに（監督：中田秀夫）
- 銃（監督：武正晴）
- 来る（監督：中島哲也

2019年
- 九月の恋と出会うまで（監督：山本透）
- きばいやんせ!私（監督：武正晴）
- JKエレジー（監督：松上元太）
- レッド・ブレイド（監督：石原貴洋）
- 1人のダンス（監督：安楽涼）
- キスカム!〜COME ON,KISS ME AGAIN!〜（監督：松本花奈）

2020年
- AI崩壊（監督：入江悠）
- 37セカンズ（監督：HIKARI）
- 嘘八百 京町ロワイヤル（監督：武正晴）
- サヨナラまでの30分（監督：萩原健太郎）
- 未来の唄（監督：片山享)
- 生きる理屈（監督：片山享)
- 喜劇 愛妻物語（監督：足立紳)
- 架空OL日記（監督：住田崇)
- 田園ボーイズ（監督：西海謙一郎)
- 無頼（監督：井筒和幸）
- 約束のネバーランド（監督：平川雄一朗）

2021年
- 名も無き世界のエンドロール（監督：佐藤祐市）
- すばらしき世界（監督：西川美和）
- ブレイブ 群青戦記（監督：本広克行）
- Arc アーク（監督：石川慶）- 石橋 役
- マイライフ、ママライフ（監督：亀山睦実）
- プリテンダーズ（監督：熊坂出）
- BLUE/ブルー（監督：吉田恵輔）-
- 信虎（監督：金子修介）- 矢作勘太夫 役
- 浅草キッド（監督：劇団ひとり）

2022年
- ケイコ 目を澄ませて（監督：三宅唱）
- 夕方のおともだち（監督：廣木隆一）
- 前科者（監督：岸善幸）
- 流浪の月（監督：李相日）
- 消えない虹（監督：島田伊智郎）
- 月の満ち欠け（監督：廣木隆一）
- 終末の探偵（12月16日、マグネタイズ）

2023年
- #マンホール（監督：熊切和嘉）
- AFTERGLOWS（監督：木村太一)
- GREEN GRASS～生まれかわる命～(監督：イグナシオ・ルイス・アルバレス)
- 人生に詰んだ元アイドルは、赤の他人のおっさんと住む選択をした（監督：穐山茉由)
- あの花が咲く丘で、君とまた出会えたら。（監督：成田洋一)
- そして、優子II（監督：佐藤竜憲)

2024年
- スポットライトを当ててくれ！（監督：高明） - 主演・ 渡辺光 役
- Hakoniwa（監督：若松宏樹）- 月城明 役
- ぴっぱらん!!（監督：崔哲浩）- 谷口弘 役
- 海の沈黙（監督：若松節朗）

### テレビドラマ
2003年
- ビギナー（フジテレビ） - 司法修習生 役

2004年
- 世にも奇妙な物語 春の特別編「自分カウンセラー」（3月29日、フジテレビ） - 佐藤 役

2005年
- 幸せになりたい!（TBS） - UBS局員 役

2007年
- エリートヤンキー三郎（テレビ東京） - 三郎軍団員 役
- 女子アナ一直線（テレビ東京） - 面接官 役
- サンシャイン デイズ（テレビ神奈川） - 達也 役

2009年
- リセット 第8話（3月5日、読売テレビ・日本テレビ系） - 田中 役
- ザ・ライバル「少年サンデー・少年マガジン物語」（5月5日、NHK総合） - 青木肇 役
- 土曜ワイド劇場「棟居刑事の黙示録」（11月21日、テレビ朝日） - 川島刑事 役

2010年
- 阪神・淡路大震災から15年 神戸新聞の7日間 〜命と向き合った被災記者たちの闘い〜（1月16日、フジテレビ） - 京都新聞整理部員 役
- TRICK 新作スペシャル2（5月15日、テレビ朝日） - 一夜村青年団員・のぶ 役
- ドラマ24第20弾特別企画『モテキ』（7月16日 - 全12回、テレビ東京） - 島田の友人 役

2012年
- 特命戦隊ゴーバスターズ 第12話（テレビ朝日） - 司会者 役
- 放課後はミステリーとともに 第4話（TBS）
- 金曜プレステージ「女秘匿捜査官 原麻希」（フジテレビ）
- 土曜ワイド劇場 法医学教室の事件ファイル35 長崎?横浜、亀が見ていた殺人事件!?（テレビ朝日）
- Fallen Angel 第2話・第3話（BS朝日） - 森嶋卓司 役
- 白戸修の事件簿 Episode 0 （1月20日、TBS） - 片桐一朗 役
- トッカン 特別国税徴収官（日本テレビ） - 国税局査察官・福田真悟 役

2013年
- 好好!キョンシーガール〜東京電視台戦記〜 第5話（11月9日、テレビ東京） - 実相寺剛史 役
- 熱血硬派くにおくん 第3話「熱血ドッジボール篇」（9月27日、NOTTV） - マサト 役
- おとりよせ王子 飯田好実（4月 - 7月、メ～テレ） - 粟谷出輔 役
- 大!天才てれびくん ドラまちがい 13番ロッジの金曜日 （5月7日 - 28日、NHK Eテレ） - 山内直人 役
- 殺しの女王蜂 第11話（12月、テレビ東京）

2014年
- 私の嫌いな探偵 第3話（1月31日、テレビ朝日）
- 金曜プレステージ「執着?捜査一課・澤村慶司2」（3月7日、フジテレビ） - 港湾署刑事課 巡査長 溝渕刑事 役
- TEAM -警視庁特別犯罪捜査本部- 第6話（5月21日、テレビ朝日） - 前田龍樹 役
- ドラマスペシャル ママが生きた証（7月5日、テレビ朝日） - 斉藤 役
- 博多ステイハングリー Season2 夢王（MUOH）（7月9日 - 10月1日、テレビ西日本） - 如月肇 役
- 匿名探偵 第7話（8月22日、テレビ朝日）
- 素敵な選TAXI 第3話（10月28日、関西テレビ） - 産婦人科医 役
- なぜ東堂院聖也16歳は彼女が出来ないのか? 第3話（11月3日、メ〜テレ）

2015年
- びったれ!!! 第6話（1月14日、テレビ神奈川 他）
- 太鼓持ちの達人〜正しい××のほめ方〜 第10話（3月16日、テレビ東京） - 新津間巧 役
- BSフジ開局15周年記念ドラマ リアルホラー 第二回（第4話）「クライ・アイズ」（3月22日、BSフジ） - 平田 役
- 戦う! 書店ガール 第5話（5月12日、関西テレビ）
- ドS刑事 第6話（5月16日、日本テレビ）
- 連続ドラマW 予告犯 -THE PAIN-（6月 - 7月、WOWOW）
- 警視庁捜査一課9係第10シリーズ 第9話（6月24日、テレビ朝日） - 高田 役
- エイジハラスメント 第3話（7月23日、テレビ朝日） - 藤井明 役
- 玉音放送を作った男たち（8月1日、NHK BSプレミアム） - 柳澤恭雄 役
- 金曜ナイトドラマ民王 第7話（9月11日、テレビ朝日） - 医師 役
- 表参道高校合唱部! 最終話（9月25日、TBS）
- 夏樹静子サスペンス　逆転弁護士ヤブハラ2 京都・十七年前の真実（10月7日、テレビ東京） - 検事 役
- 無痛診える眼 第3話（10月21日、フジテレビ） - 市原将太 役
- ショカツの女〜新宿西署・刑事課強行犯係11（11月21日、テレビ朝日） - 郷田記者 役
- 相棒 season14 第6話（11月25日、テレビ朝日）
- 世にも奇妙な物語 25周年記念!秋の2週連続SP 映画監督編「箱」（11月28日、フジテレビ、監督：佐藤嗣麻子）

2016年
- 1964から2020へ 惨敗から立ち上がれ〜水泳王国ニッポンへの道〜（1月11日、NHK BS1）
- 謎解きLIVE [四角館の密室]殺人事件（1月23日・24日、NHK BSプレミアム） - 島谷正弘 役
- お義父さんと呼ばせて 第3話（2月2日、フジテレビ）
- 嵐の涙〜私たちに明日はある〜 第3話・第4話（2月2日・3日、フジテレビ）
- スミカスミレ 第2話（2月12日、テレビ朝日）
- 山本周五郎人情時代劇 第11話「おもかげ抄」（3月8日、BSジャパン） - 犬飼研作 役
- 白鳥麗子でございます! 第9話（3月10日、メ〜テレ）
- まかない荘 第6話（5月23日、メ〜テレ）
- HiGH&LOW Season2 第7話（6月4日、日本テレビ）
- 月曜名作劇場「ミステリー作家・朝比奈耕作シリーズ・花咲村の惨劇」（6月6日、TBS）
- 時をかける少女（7月6日、日本テレビ）
- 沈まぬ太陽 第10話 （7月18日、WOWOW）
- 脚本家と女刑事（8月29日、読売テレビ） - 山﨑弘一 役
- 刑事 第2シリーズ 第7話（8月31日、テレビ朝日） - 飯沼太郎 役
- 侠飯〜おとこめし〜 第8話（9月9日、テレビ東京） - 柿本 役
- 世にも奇妙な物語 秋の特別編「車中の出来事」（10月8日、フジテレビ） - 佐藤満男 役

2017年
- 深層捜査（3月11日、テレビ朝日） - 東山幸治 役
- ヒトヤノトゲ〜獄の棘〜 第3話 - 第5話（3月19日 - 4月16日、WOWOW） - 長嶺徹 役
- 青の時代 名曲ドラマシリーズ「モーニング娘。“LOVEマシーン”」（3月26日、NHK BSプレミアム） - 幸田謙介 役
- コードネームミラージュ 第8話・第21話（5月26日・8月25日、テレビ東京） - 司会者森本のぶ 役
- 黒革の手帖 第6話（8月24日、テレビ朝日） - 刑事 役
- 木ドラ25・さぼリーマン甘太朗 第11話「チョコレート」（9月22日、テレビ東京） - チョコレート店店主 役
- 使えるテレビ ザ・ディレクソン 『独立国　新潟』（12月24日、NHK BS1）

2018年
- イノセント・デイズ（3月18日 - 4月22日、WOWOW）
- 隣の家族は青く見える 最終話（3月22日、フジテレビ）
- ミッドナイト・ジャーナル 消えた誘拐犯を追え！七年目の真実（3月30日、テレビ東京）
- 会社は学校じゃねぇんだよ 第2話（4月28日、AbemaTV）
- あなたには帰る家がある 第8話（6月1日、TBS）
- 噂の女 第7話「クラブのママで檀家総代の噂の女!?」（6月2日、BSジャパン） - 正之（矢来寺住職） 役
- ダブル・ファンタジー（6月、WOWOW）[4]
- ミス・シャーロック（Hulu）
- Jimmy〜アホみたいなホンマの話〜（Netflix） - 森田 役
- ヒトコワ（ひかりTV・dTVチャンネル） - 川崎良雄 役
- 満願 最終夜「満願」（8月16日、NHK総合） - 西山 役

2019年
- 盗まれた顔〜ミアタリ捜査班〜（2019年1月5日 - 2月2日、WOWOW）
- メゾン・ド・ポリス -第6話(2月15日、TBS）-大浦英二 役
- 都立水商! 〜令和〜第2話（2019年5月13日 - 、毎日放送/ 2019年5月15日 - 、TBS） - 松倉 役
- 悪党〜加害者追跡調査〜 第2話（2019年5月19日、WOWOW）
- やすらぎの刻〜道　第10週46話（2019年6月10日、テレビ朝日）
- 僕はまだ君を愛さないことができる（2019年7月15日、フジテレビ） - 小暮宏 役
- 死亡フラグが立ちました 第1話（10月25日、関西テレビ） - 葛谷 役

2020年
- 絶対零度〜未然犯罪潜入捜査〜2020（2020年1月 - 3月、フジテレビ）- 水島恵一 役
- コタキ兄弟と四苦八苦　第6話（2月14日、テレビ東京） - 高橋宗佑 役
- 相棒18　第16話「けむり～陣川警部補の有給休暇」（2020年2月19日、テレビ朝日）- 闇金社長 役
- エ・キ・ス・ト・ラ!!! 第6話（2020年2月20日、関西テレビ）- 神宮寺財閥会長 役
- 連続ドラマW「パレートの誤算 〜ケースワーカー殺人事件」（2020年3月7日 - 4月4日、WOWOW）-荒木裕 役
- 田園ボーイズ（2020年3月9日、TOKYO MX）
- U-NEXT presents 「あと3回、君に会える」（2020年3月31日、関西テレビ・フジテレビ系）
- 連続テレビ小説 エール（2020年、NHK） - 丸井達雄 役
- この恋あたためますか（2020年10月20日 - 、TBS） - 柴田真一 役

2021年
- 連続ドラマW「トッカイ～不良債権特別回収部～第4話 /（2021年2月7日 、WOWOW）
- 江戸モアゼル〜令和で恋、いたしんす。〜 第6話(2021年2月12日、読売テレビ・日本テレビ） - 鷺沼 役
- 流れ星（2021年3月22日、NHK BSプレミアム）
- やっぱりおしい刑事 第4話（2021年3月28日、NHK BSプレミアム） ‐ 大島恭平 役
- カラフラブル～ジェンダーレス男子に愛されています。～ 第2・5話（2021年4月8日・4月29日、読売テレビ・日本テレビ） - 達郎 役
- 最高のオバハン 中島ハルコ 第6話 (2021年4月15日、フジテレビ）
- さまよう刃 第３話（2021年5月２９日、WOWOW）
- 高嶺のハナさん（2021年6月13日（10日深夜） - 、BSテレ東）
- 特捜9 Season4 第11話（2021年6月16日、テレビ朝日） - 藤木亮太 役
- 和田家の男たち 第6話（2021年11月26日、テレビ朝日）
- TOKYO MER〜走る緊急救命室〜 第4話（2021年7月25日、TBS）

2022年
- まったり!赤胴鈴之助 第4話（2022年1月29日、BSテレ東） - 鬼流院 役
- 家政夫のミタゾノ 第5シリーズ 最終話（2022年6月10日、テレビ朝日）
- 石子と羽男-そんなコトで訴えます?- 第9話・最終話（2022年9月9日・9月16日、TBS） - 榊原若浩 役

2023年
- しろ旅（2023年２月1０、NHKBSプレミアム） - バーテンダー 役
- もしも、この国にしょうゆがなかったら。（2023年３月1８日、BSフジ） - 農家 役
- ウツボラ（2023年3月24日 - 5月12日、WOWOWプライム・WOWOWオンデマンド） - 八坂 役
- 弁護士ソドム 第1話（2023年4月28日、テレビ東京） - 刑事 役
- たとえあなたを忘れても 第2話（2023年10月29日、テレビ朝日）- 浜田敦 役

2024年
- おっさんのパンツがなんだっていいじゃないか! 第2話（1月13日、東海テレビ、フジテレビ） - セーラー服のおじさん 役
- アンメット ある脳外科医の日記 第9話（6月10日、関西テレビ・フジテレビ） - 橋口刑事 役
- ギークス〜警察署の変人たち〜 第6話（8月15日、フジテレビ） - 鳥飼刑事 役[5]

2025年
- あなたを奪ったその日から 第3話・最終話（5月5日・6月30日、関西テレビ・フジテレビ） - 結城旭の部下 役[6]

### ネット配信
2015年
- マジすか学園5 第9・10話（Hulu） - 小山内 役

2018年
- ミス・シャーロック（Hulu）
- Jimmy〜アホみたいなホンマの話〜（Netflix）

2019年
- 全裸監督 (2019年8月8日全話配信、Netflix　監督：武正晴）

2020年
- FOLLOWERS（英語版）（2020年2月27日、Netflix　監督：蜷川実花）

2023年
- MALICE 第3話（2023年9月14日、U-NEXT）

### 舞台
2000年
- すれ違うだけ（演出：小畑幸英） - 主演

2001年
- 二丁目のティンカーベル（作・演出：高橋征男）
- はな（作・演出：今谷フトシ）

2002年
- 高飛ぶ者よ、バスに乗れ!（作：岡本貴也）
- 寝ても覚めても!!（作・演出：林邦應）
- クロスカード（作：岡本貴也） - 主演
- 井戸端会議（作・演出：西田征史）
- 虹の降る場所（作・演出：林邦應）
- From the moon Light（作・演出：田中優樹） - 主演

2003年
- 恋話（作・演出：西田征史） - 主演

2004年
- 阪神淡路大地震（作・演出：岡本貴也）

2005年
- 面接の人達（デジタルハリウッドプロデュース）
- 世間話（作・演出：中津留章仁）

2006年
- プロモーターズ（作・演出：岡本貴也）
- POLICE STORY（作・演出：松井カズユキ） - 主演
- センチメンタルヤスコ（作・演出：堀江慶）
- プラスイズム第2回公演「EDGE SUMMER」（作・西永貴文、演出：鬼頭理三）
- PLANET☆WARS（作・演出：高橋悠也） - 主演

2007年
- 空飛ぶジョンと萬次郎（作・演出：堀江慶）
- プラスイズム第3回公演「THE Winter's Sigh」（作・演出：林邦應）
- プラスイズム第4回公演「Punk autumn!!」（作・演出：西永貴文）

2008年
- プラスイズム第5回公演「PLUSTICISM」 （作・演出：中津留章仁）
- プラスイズム第6回公演「MURAISM」（作・演出：西永貴文）

2009年
- プラスイズム第7回公演「pride」（作・演出：中津留章仁）

2010年
- プラスイズム第8回公演「オトコノコ・オンナノコ」（作・演出：羽原大介）
- プラスイズムプロデュース公演「トライフル」（作・演出：羽仁修）

2011年
- ザ・公開オーディション（作・演出：喜多一郎） - 主演

2018年
- 川辺市子のために / 川辺月子のために（作・演出：戸田彬弘）